# Pristimantis tribulosus
Pristimantis tribulosus är en groddjursart som först beskrevs av Lynch och Jose Vicente Rueda-Almonacid 1997.  Pristimantis tribulosus ingår i släktet Pristimantis och familjen Strabomantidae. IUCN kategoriserar arten globalt som akut hotad. Inga underarter finns listade i Catalogue of Life.